# Cattleya dowiana
Espèce
Statut CITES
Cattleya dowiana ou Guaria de Turrialba, Guaria Reina est une espèce d'orchidées d'Amérique centrale et du Sud.

## Répartition
On trouve le C. dowiana sur la côte caraïbe du Costa Rica à la Colombie à des altitudes de 250 à 2 500 mètres. La variété aurea est originaire de Colombie.

## Floraison
La plante produit de trois à sept fleurs de 12 cm à 18 cm avec une lèvre veinée veloutée de couleur écarlate sur un fond jaune. Les fleurs durent trois semaines et ont une douce odeur agréable.

## Synonymes
- Cattleya labiata var. dowiana (Bateman & Rchb.f.) A.H.Kent ;
- Cattleya lawrenceana Warsc. (1883).

## Variétés
- Cattleya dowiana aurea. Très similaire au Cattleya aurea de Colombie à l'exception de l'emplacement géographique et des fleurs qui ont des veines moins complexes sur la lèvre ;
- Cattleya dowiana rosita.